# Autoestrada Puerto Rico 53
Autoestrada Puerto Rico 53 (PR-53) ou a Interstate PR-3 sem sinalização é uma rodovia principal com pedágio paralela à Autoestrada Puerto Rico 3, que vai de Fajardo a Salinas. Alguns segmentos ainda estão em planejamento, mas quando concluída terá cerca de 93 km (58 milhas) de comprimento. Dois túneis, com cerca de 1 km (0,6 mi) de comprimento cada, nas cidades de Yabucoa e Maunabo foram concluídos em outubro de 2008. Ela conectará as cidades de Fajardo, Ceiba, Naguabo, Humacao, Yabucoa, Maunabo, Patillas, Arroyo, Guayama e Salinas, fazendo fronteira com toda a costa leste e sudeste de Porto Rico. Seu terminal norte fica em PR-3 e PR-194 em Fajardo, e seu terminal sul fica em PR-52 em Salinas. A estrada também é conhecida como Autoestrada Dr. José Celso Barbosa (em espanhol:Autopista Dr. José Celso Barbosa).